# Dolní Rožínka
Dolní Rožínka település Csehországban, a Žďár nad Sázavou-i járásban. Dolní Rožínka Rožná, Strážek, Milasín, Blažkov és Bukov településekkel határos. Lakosainak száma 583 fő (2024. január 1.).

## Népesség
A település lakosságának változását az alábbi diagram mutatja:
| Lakosok száma | 428  | 478  | 383  | 310  | 742  | 661  | 630  | 605  | 575  | 583  |
|               | 1869 | 1890 | 1921 | 1950 | 1980 | 2001 | 2017 | 2019 | 2022 | 2024 |